# 세븐틴의 어느 멋진 날
《세븐틴의 어느 멋진 날》은 2016년 2월 15일부터 2016년 4월 4일까지, 2017년 3월 31일부터 2017년 5월 19일까지 MBC MUSIC에서 방송
되는 세븐틴의 리얼 버라이어티 프로그램이다. 세븐틴은 어느 멋진 날 시리즈 사상 처음으로 2회 출연을 하는 아이돌이 되었다. 첫 시즌에서는 전남 완도군 여서도에서의 어촌 생활기를 담았으며 두 번째 시즌에서는 일본 여행기를 담았다.

## 소개
세븐틴의 유쾌한 모습부터 진솔한 모습까지 다양한 매력을 엿볼 수 있는 좌충우돌 여행 프로그램

## 출연
- 에스쿱스
- 정한
- 조슈아
- 준
- 호시
- 원우
- 우지
- 도겸
- 민규
- 디에잇
- 승관
- 버논
- 디노

## 시리즈
1. 샤이니의 어느 멋진 날
2. B1A4의 어느 멋진 날
3. 에일리&엠버의 어느 멋진 날
4. 슈퍼주니어의 어느 멋진 날
5. VIXX의 어느 멋진 날
6. AOA의 어느 멋진 날
7. 걸스데이의 어느 멋진 날
8. 여자친구의 어느 멋진 날
9. 세븐틴의 어느 멋진 날
10. B.A.P의 어느 멋진 날